# Verch-Nejvinskij
Verch-Nejvinskij (in russo Верх-Нейвинский?) è un insediamento di tipo urbano dell'oblast' di Sverdlovsk, in Russia; costituisce il centro amministrativo del circondario urbano Verch-Nejvinskij (Верх-Нейвинского городского округа) e si trova all'interno del distretto Nižneserginskij. 
Si trova alle pendici orientali degli Urali centrali, nel corso superiore del fiume Nejva, a nord-ovest di Ekaterinburg. Circa 15 km a ovest del villaggio si trova il confine convenzionale tra Europa e Asia.

## Storia
L'insediamento è stato un centro di produzione metallurgica per più di un quarto di millennio.
Verch-Nejvinskij è un centro secolare dei vecchi credenti che fuggirono qui dalla Russia europea nel XVIII secolo.